# Cuaespinós cineri
El cuaespinós cineri (Synallaxis cinerascens) és una espècie d'ocell de la família dels furnàrids (Furnariidae).
Viu entre la malesa del bosc de les terres baixes del sud-est del Brasil, est del Paraguai. nord d'Uruguai i nord-est de l'Argentina.